# 스페인 광장 (로마)

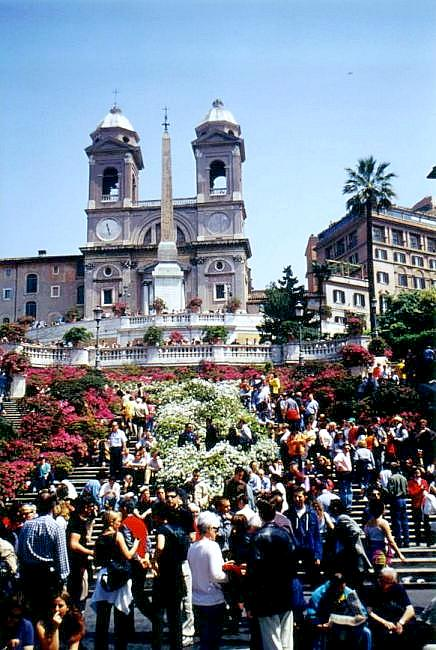
스페인 광장

스페인 광장(이탈리아어: Piazza di Spagna)은 이탈리아 로마에 있는 광장으로, 스페인 대사관이 있어 스페인 광장이라 불린다...

## 스페인계단
스페인 광장에는 트리니타 데이 몬티 성당으로 이어지는 트리니타 데이 몬티 계단(통칭:  스페인 계단)이 있다.